# Оскар II (альбом)
«Оскар II» — второй студийный альбом ремиксов российского певца Оскара, выпущенный в марте 2001 года на лейбле «CD Land».

## Об альбоме
Первый же сингл с этого альбома, песня «Детка» стал настоящим хитом, покорив миллионы слушателей своей мистической мелодией и мистическим текстом. В песне упоминается девочка-кукла, управляемая марионеткой. Песню написал Артур Ацаламов, аранжировку сделал Евгений Арсентьев. В альбом также вошли 12 ремиксов на песни из первого альбома, но уже под другими названиями.
Ремиксы на песню «Между мной и тобой» сделали Юрий Усачёв, ранее работавший над созданием первого альбома, и Андрей Сорожкин (DJ Primat). Ремиксы на песню «Волки» сделали Pasta и Евгений Арсентьев. Ремикс на песню «Паноптикум» сделал Андрей Иванов (участник группы «Triplex»). Ремиксы на песню «Порошок» сделали DJ Шури и Сергей Фисун (участник группы «Горячие головы»). Ремиксы на песню «Смех или плач» сделали Андрей КАВ и DJ Primat. Ремикс на песню «Хей» сделал Scaner. Ремикс на песню «Мажь вазелином» сделал Сергей Фисун.
В сентябре 2001 года на лейбле «CD Land» вышел третий альбом «Последний альбом», в который вошли песня «Детка», ремиксы на песни «Волки», «Между мной и тобой», «Мажь вазелином» из второго альбома и новые песни «Война» (Сквозь меня), «Пятый угол», «Где меня…», «Освобождай», «Снова и снова», «Крылья», «Душа» (Непонятная душа). На песню «Пятый угол» были запланированы съёмки клипа, однако были отменены по решению Оскара.

## Рецензии
Григорий Гольденцвайг, InterMedia: «Оскар Второй — младший брат Оскара Первого. Овечка Долли, выращенная по соцзаказу. Названия ремикшированных песен блещут лаконизмом, сокращенные до одного слова: „Мажь вазелином“ превращается в „Вазелин“, „Бег по острию ножа“ — в „Бег“, „Между мной и тобой“ — в „Ветер“ и так далее. С выжимкой из текстов здесь еще интереснее получается. Все „оскаровские“ перлы, чудно иллюстрирующие суть его творчества („Дважды вперед — трижды назад…“, „Я другой или точно такой?..“) в адаптированных песнях особенно заметны. Приветы ранней Линде („фадеевского“ уже периода), „Гостям из будущего“ и „Чаю вдвоем“ на этой пластинке перетекают из одного трека в другой. Минимальная претензия на концепцию на отечественной поп-сцене воспринимается как без пяти минут мессианство, поэтому неудивительно, что „оскаровские“ ремиксы будут востребованы. И, вопреки почему-то утвердившемуся мнению, не только среди гей-тусовки. На переработку материала были брошены серьезные силы: Усачев с Арсентьевым и „Триплекс“ с Томом Хаосом. Помогло. Усачёвский „Ветер“ — легкий флер с отрезвляющей инъекцией суровой драм-машины. В „Паноптикуме Triplex houseworks vocal mix“ — откуда ни возьмись вырастает тема полузабытой песни Ирины Салтыковой, что-то про шарф белоснежный. Правильно-правильно, Бог велел делиться. Том Хаос сделал и без того прилипающий „Бег“ еще более клейким. Интересен ремикс Примата на „Ветер“: синтез пульсирующего бита с лаунж-обрамлением обманывает — четыре с половиной минуты ожидания контрапункта, которого не дадут. „Вазелин“ Фисуна четко выполняет поставленную задачу. Программному произведению — программный ремикс. Очень маршево и концентрированно-доходчиво на уровне инструкций. Со „Смехом или плачем“ этот номер не прошел — получившееся скорее подойдет для оформления компьютерной игры. В техногенном ремиксе Примата на „Смех“ расчлененный мультитрек наглядно демонстрирует, из скольких кусочков собран проникновенный вокал Оскара. Смело. Композиция-паровоз „Детка“ представляет собой гибрид из последних достижений Аллы Пугачевой и певицы Натали: „…Малолетка/Веселая такая/Откуда ты, не знаю“. А вообще под эту музыку хорошо ездить на машине по ночному городу или потягивать колу перед выходом на танцпол („Эй, диджей, поставьте что-нибудь повеселее…“). Новая пластинка — старый Оскар. Утилитарно хороший, но не совершенный. А овечку-то Долли на почве глобального ящура под нож пустили. Такой вот имперфект».

## Список композиций
| №   | Название                                    | Длительность |
| --- | ------------------------------------------- | ------------ |
| 1.  | «Детка»                                     | 3:28         |
| 2.  | «Ветер (Remix Ю. Усачёв)»                   | 5:31         |
| 3.  | «Волки (Remix Pasta)»                       | 3:44         |
| 4.  | «Паноптикум (Triplex Houseworks Vocal Mix)» | 6:55         |
| 5.  | «Порошок (Remix Shuri)»                     | 4:36         |
| 6.  | «Волки (Remix Е. Арсентьев)»                | 4:52         |
| 7.  | «Смех или плач (Remix Андрей КАВ)»          | 3:56         |
| 8.  | «Ветер (Remix Примат)»                      | 4:25         |
| 9.  | «Смех или плач (Remix Примат)»              | 3:50         |
| 10. | «Хей (Remix Scaner)»                        | 5:23         |
| 11. | «Вазелин (Remix С. Фисун)»                  | 3:23         |
| 12. | «Бег (Remix Том Хаос)»                      | 5:18         |
| 13. | «Бонус-трек (Remix С. Фисун)»               | 4:11         |

## Участники записи
- Артур Ацаламов — музыка, слова (1, 4, 7, 9, 11-12)
- Шамиль Малкандуев — музыка, слова, вокал (2-3, 5-6, 8, 10, 13), саунд-идея (1)
- М. Смирнов — саунд-идея (1)
- Евгений Арсентьев — саунд-продюсер, аранжировка (1, 6)
- Юрий Усачёв — аранжировка (2)
- Pasta — аранжировка (3)
- Андрей Иванов — аранжировка (4)
- DJ Шури — аранжировка (5)
- Андрей КАВ — аранжировка (7)
- Андрей Сорожкин — аранжировка (8-9)
- Scaner — аранжировка (10)
- Сергей Фисун — аранжировка (11, 13)
- Том Хаос — аранжировка (12)
- Андрей Субботин — мастеринг
- Сергей Изотов — продюсер